# Arquillinos
Arquillinos es un municipio y lugar español de la provincia de Zamora, en la comunidad autónoma de Castilla y León. Se encuentra en la comarca de Tierra del Pan y cuenta con una población de 113 habitantes (INE 2024).

## Toponimia
El nombre Arquillinos parece tratarse de un doble diminutivo, con morfología común en la toponimia leonesa (Matillina, Fresnellino, Campellino, Castrillino, Casillina). La reiteración de sufijos puede ser meramente expresiva; o proceder de una diferenciación toponímica entre el lugar referido y otro no alejado. La proximidad entre Arquillinos y el extinto Arcello, así como el común origen del topónimo, obligarían a la nueva sufijación diferenciadora (Arquill-inos), en la que curiosamente se restaura la forma velar –rk– en vez de *Arçellinos. Ello se deberá a la transparencia del topónimo Arcello en la conciencia de los pobladores medievales, para quienes era evidente su significado ‘arquillo’.

## Historia
Los vestigios romanos hallados en los yacimientos Las Torrecillas y El Torreón, así como la necrópolis de Las Paredes, nos indican la antigüedad de los poblamientos ubicados en este territorio.
No obstante, la fundación de Arquillinos en su emplazamiento actual se debe a la repoblación efectuada por los reyes leoneses durante la Edad Media. Entonces, pasó a pertenecer como señorío al arzobispo de Santiago, quien recibía los tres cuartos de sus diezmos granados.
En la Edad Moderna, los agobios económicos de Felipe II por su política internacional desembocaron en la venta de Arquillinos, con la correspondiente autorización papal, a Francisco García de Villalpando, en 1588, señorío que recayó en la familia Guadalfajara en el siglo XVII. Su descendiente, Melchor de Guadalfajara Eraso, regidor de la capital zamorana, logró el título de Conde de Castroterreño en el siglo XVIII, pagándole los labradores un vasallaje de dos fanegas de trigo, los medios labradores una fanega y el resto una ochava, además de 10 maravedíes cada uno y 48 gallinas entre todos.
Al crearse las actuales provincias en la división provincial de 1833, Arquillinos quedó encuadrado en la provincia de Zamora, dentro de la Región Leonesa.

## Demografía
Cuenta con una población de 113 habitantes (INE 2024).
| Gráfica de evolución demográfica de Arquillinos entre 1842 y 2021                                                     |
| |
| Población de derecho según los censos de población del INE. Población de hecho según los censos de población del INE. |

## Cultura

### Patrimonio

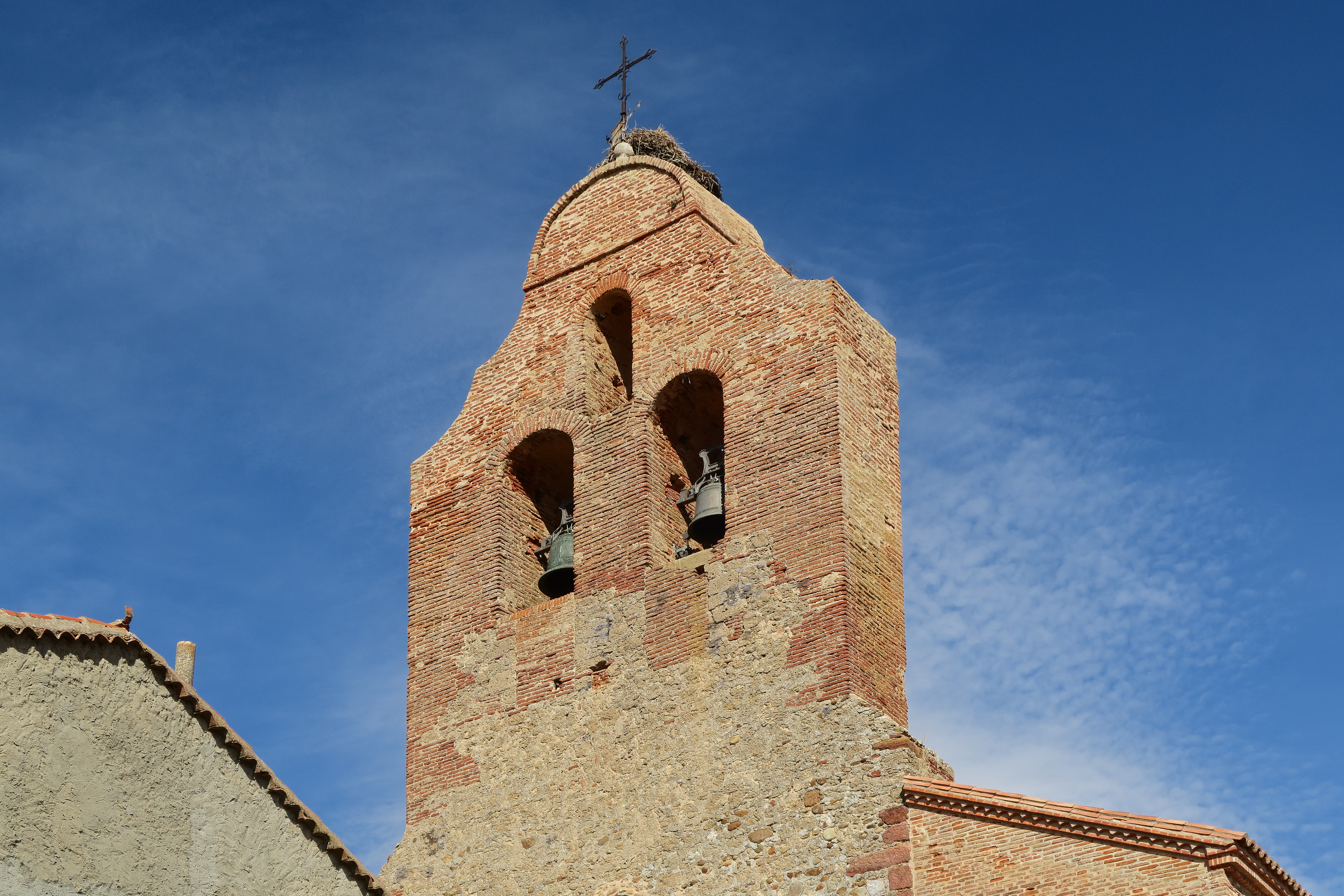
Detalle de la espadaña de la Iglesia de San Tirso

- Iglesia de San Tirso. En ella destaca su espadaña construida en ladrillo. Su Retablo Mayor está presidido por la imagen de San Tirso en su hornacina central, rodeado de interesantes pinturas pertenecientes a otro retablo anterior, posiblemente del primer cuarto del siglo XVI, que representan la vida del titular, los apóstoles con sus atributos y escenas bíblicas. Posee también un retablo rococó de tres calles y ático con cinco pinturas de mediados del siglo XVI, que pertenecieron a un antiguo retablo dedicado al Apóstol Santiago.

### Fiestas

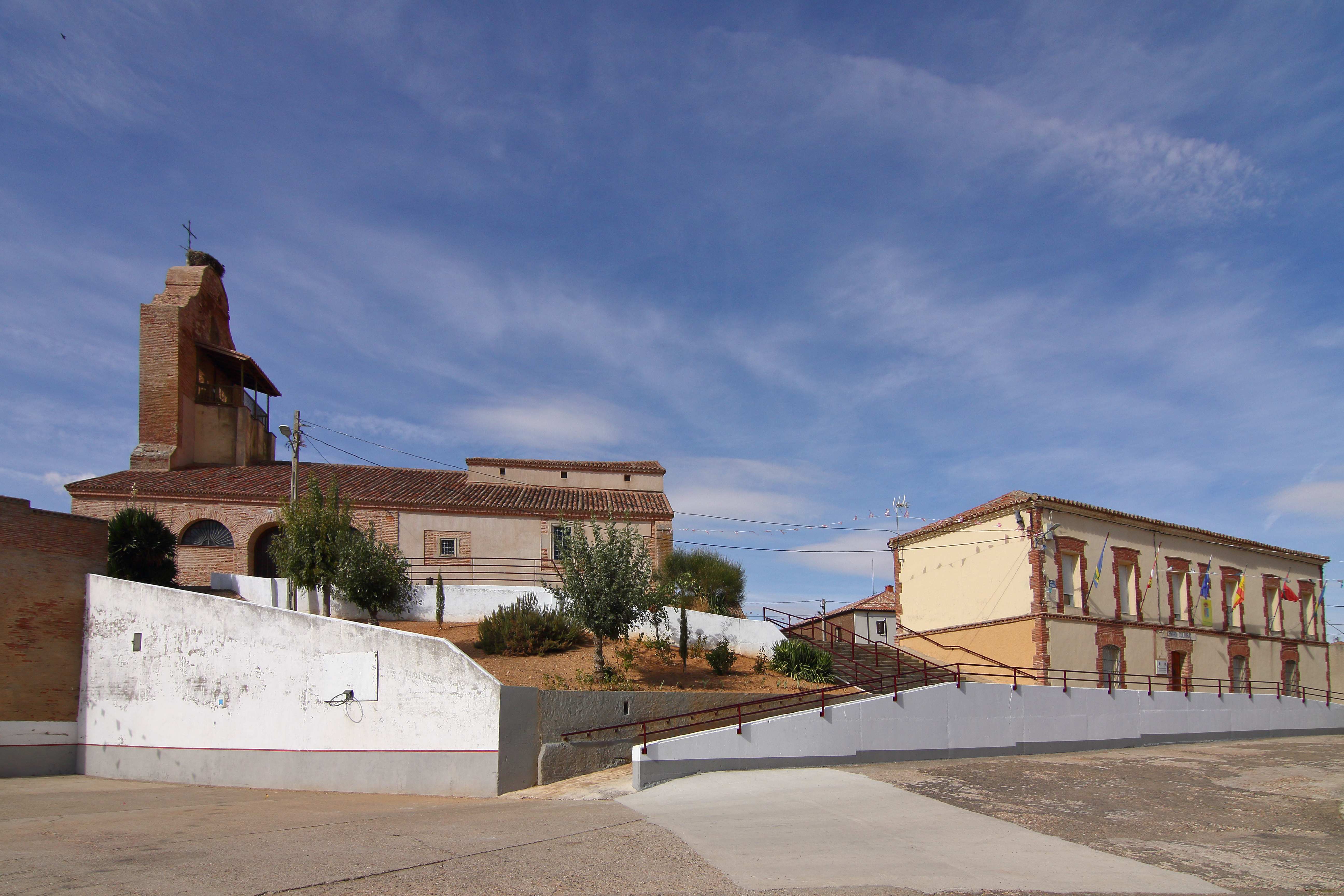
Vista de la iglesia y de la casa consistorial

Las fiestas de Arquillinos se inician con la Alborada de los Quintos, el día de Reyes, por las calles del pueblo, entonando cánticos y pidiendo el aguinaldo a los vecinos. La fiesta patronal se celebra el último fin de semana de enero, con misa solemne, procesión, aperitivo en el Ayuntamiento y verbena nocturna. En Semana Santa destacan procesiones como la del Viernes Santo o la del Encuentro el domingo de Resurrección. Se festeja a San Isidro el 15 de mayo, con misa, procesión y bendición de campos. El tercer sábado de mayo Arquillinos acude en romería al santuario de la Virgen del Templo, en Pajares de la Lampreana. En mayo, los quintos plantan el mayo en el llamado Prado de los Lavaderos. El 25 de julio se celebra solemnemente a Santiago Apóstol.